# Emil Leimdörfer
Emil Leimdörfer (* 20. Juli 1879 in Pisek; † 23. November 1949 in London) war ein jüdischer deutsch-österreichischer Journalist.

## Leben
Leimdörfers Familie stammte aus Südböhmen. Er studierte Rechtswissenschaften und politische Ökonomie an der Universität Wien. Er wurde zum Doktor der Rechtswissenschaften (Dr. jur.) promoviert. Mit seiner Frau Cecilia (* 16. Juni 1881 in Wien; † Januar 1940 in Birmingham), die er während seines Studiums in Wien kennenlernte, hatte er zwei Kinder. 1908 wurde Gerda (verheiratete Vila), 1918 Rudolf geboren. Die Familie lebte bis 1935 in Berlin-Wilmersdorf.
Drei Jahrzehnte lang arbeitete Leimdörfer als Journalist und Publizist (siehe folgender Abschnitt). Als Jude konnte er nach dem nationalsozialistischen Schriftleitergesetz ab 1934 nicht mehr in seinem Beruf tätig sein.
Aufgrund der wachsenden Gefahr entschlossen sich die Leimdörfers, ihren Sohn Rudolf nach Spanien zu schicken. Er sollte bei seiner Schwester Gerda leben, die 1932 den spanischen Arabisten Salvador Vila Hernández aus Salamanca geheiratet hatte, und besuchte dort mit Unterstützung des Onkels die Schule. Das Paar lebte mit seinem Sohn Ángel in Granada, wo Salvador Vila eine Professur und später das Rektorat erhielt. Nachdem 1935 die Berliner Wohnung der Leimdörfers von der Gestapo durchsucht worden war und Cecilia eine Halbseitenlähmung (Hemiplegie) durch einen Schlaganfall erlitten hatte, zog das Berliner Paar zu ihren Angehörigen nach Granada. Emil Leimdörfer hoffte, in Madrid eine Stelle zu finden. Im Juli 1936 brach der Spanische Bürgerkrieg aus. Leimdörfers Schwager Salvador Vila wurde erschossen. Gerda Vila wurde verhaftet; sie musste vom Judentum zum Katholizismus konvertieren, um das Gefängnis verlassen zu dürfen. Sie kam mit ihrem Sohn Ángel bei Verwandten unter. Rudolf Leimdörfer wurde kurzzeitig verhaftet und ausgewiesen; ihm gelang die Ausreise nach Argentinien. Seine Eltern flüchteten 1936 nach Wien.
In Wien erhielt Emil Leimdörfer 1937 eine Stelle bei einem internationalen Holzhandelsunternehmen. Nach dem "Anschluss" Österreichs 1938 verlor Leimdörfer die Arbeit, weil die Firma ihren Sitz nach Brüssel verlegte. Im Zuge des Novemberpogroms 1938 in Wien wurden Emil und Cecilia Leimdörfer verhaftet. Er wurde ins KZ Dachau verschleppt. Nach drei Monaten Haft wurde er entlassen, musste sich aber verpflichten, das Deutsche Reich sofort zu verlassen. Er und seine schwer erkrankte Frau galten fortan als staatenlos. Sie erhielten ein Einreisevisum für Großbritannien. Im Juli 1938 gelangten sie nach Birmingham. Von dort aus planten sie die Auswanderung nach Argentinien, um bei ihrem Sohn Rudolf zu leben. Cecilia starb im Januar 1940 in Birmingham. Im Juni wurde Emil Leimdörfer interniert.  Nach Aufenthalten in drei Internierungslagern wurde er im August 1940 entlassen. Er beantragte ein Einreisevisum nach Argentinien, scheiterte aber. Seine Tochter Gerda sah er 1946 wieder.  Sein letzter Wohnsitz war London, wo er mit 70 Jahren im November 1949 starb.

## Wirken
Leimdörfer begann bereits als 18-Jähriger für Zeitungen zu schreiben. Er veröffentlichte zwischen 1900 und 1903 regelmäßig Artikel in der Wiener Zeitschrift Die Welt, dem von Theodor Herzl gegründeten Zentralorgan der Zionistischen Bewegung. Leimdörfer veröffentlichte 1904 in einem Wiener Verlag ein Buchporträt des österreichischen Bühnenschriftstellers und Lyrikers Ferdinand Wittenbauer. Er sprach Italienisch und nutzte seine Sprachkenntnisse als Übersetzer für Zeitschriften.
Nach dem Studium zog er nach Berlin und wurde im Ullstein Verlag Redakteur der Boulevard-Tageszeitung B. Z. am Mittag.

### Im Kaiserreich
Leimdörfer erregte im Januar 1914 großes Aufsehen, als er in der B. Z. am Mittag als erste deutsche Zeitung ein Interview mit dem Kronprinzen Wilhelm von Preußen veröffentlichte. Interviews waren damals im deutschen Zeitungswesen eine noch neuartige Praxis aus dem anglo-amerikanischen Raum. Die 1878 gegründete Zeitung war 1904 als Straßenverkaufsblatt nach amerikanischem Vorbild völlig neu gestartet worden und galt daher als Newcomer. Dass das Haus Hohenzollern der Zeitung ein Interview gab, „zeigte die Geltung, die sich das politische Streben des jungen Blattes errungen hatte“, hieß es 1927 in einem Jubiläumsband des Ullstein-Verlags.
Während des Ersten Weltkriegs enthüllte Leimdörfer in einer investigativen Recherche das geheime Kriegsprojekt der Handels-U-Boote. 1915/16 bekam Leimdörfer Wind von den Plänen der Reichsregierung, zur Umgehung der britischen Seeblockade U-Boote für den Frachtverkehr mit den USA zu entwickeln. Er ging zunächst falsch davon aus, dass die Reederei Hamburg-Amerikanische Packetfahrt-Actien-Gesellschaft (Hapag) die Linie betreiben würde. Im März 1916 legte er der Militärzensur seinen Bericht vor, der aber nicht erscheinen durfte. Leimdörfer recherchierte weiter. Im Sommer war er über die Operation weitgehend im Bilde: Er wusste, dass mit Unterstützung von Reichsregierung, Kriegsmarine und Rüstungsindustrie die Deutsche Ozean-Reederei (DOR) von dem Bremer Kaufmann Alfred Lohmann, dem Norddeutschen Lloyd und der Deutschen Bank gegründet worden war. Er wusste, dass das U-Boot Deutschland bereits mit Fracht auf dem Weg in die USA war. Im Juli 1916, wenige Tage vor dessen Ankunft in Baltimore, traf sich Leimdörfer mit Lohmann in Berlin. Er konfrontierte den Reeder mit seinem Wissen und versuchte, fehlende Informationen über Fracht und Ankunft zu erlangen. Lohmann sicherte ihm eine Exklusivstory zu, wenn er nichts veröffentlichen würde, bis das U-Boot sicher angekommen und Kaiser Wilhelm II. informiert worden war. Lohmann wollte verhindern, dass der Kaiser über den Sensationserfolg aus der Presse erfuhr. Bei seinem Bericht über die Atlantikkreuzung des Schwesterschiffs, das Handels-U-Boots Bremen, produzierte Leimdörfer im August 1916 aber eine Ente: Er deutete eine Reuters-Agenturmeldung falsch und vermeldete die Ankunft in New York. Tatsächlich war die Bremen verschollen, was die Militärzensur geheim gehalten hatte.
Als Dienst habender Nachrichtenchef der B. Z. am Mittag erhielt Leimdörfer am Samstag, 9. November 1918, kurz vor 12 Uhr die telefonische Nachricht aus der Reichskanzlei des Reichskanzlers Prinz Max von Baden über Kaiser Wilhelms II. Abdankung. Die Mittagszeitung war bereits kurz vor dem Andruck. Leimdörfer ließ alle Maschinen anhalten und die berühmt gewordene Titelseite mit der Schlagzeile setzen: „Der Kaiser hat abgedankt. Thronverzicht des Kronprinzen – Ebert wird Reichskanzler – Einberufung einer Nationalversammlung“. Sie kam um 13 Uhr in den Straßenverkauf. Die B. Z. am Mittag war die erste Zeitung der Welt, die die Meldung brachte.
Leimdörfer verfasste ein Porträtbuch über Österreich-Ungarns erfolgreichsten Marine-Jagdflieger Gottfried Alois Freiherr von Banfield, den „Adler von Triest“, für die Ullstein-Kriegsbuchreihe. Leimdörfer legte dem Ullstein-Buchverlag ein publikationsreifes Typoskript über das populäre Fliegerass vor. Doch der raschen Staatszerfall Österreich-Ungarns im Oktober ließ den Marktwert des Kriegshelden abstürzen. Am 31. Oktober 1918, dem Tag der Auflösung der Doppelmonarchie, teilte Ullstein dem Autor mit, es sei aussichtslos, das Banfield-Buch gegen den Lauf der Weltgeschichte am Markt platzieren zu wollen – es werde auf kein Leserinteresse mehr stoßen. Leimdörfers 83-seitiges Typoskript, das trotz seiner luftfahrthistorischen Bedeutung nie erschien, ist im Archiv des Deutschen Technikmuseum Berlin erhalten.

### In der Weimarer Republik
Leimdörfer gab für einige Jahre die feste Redakteursstelle in der Tagespresse auf. Stattdessen arbeitete er in Politik- und Kulturjournalismus vorwiegend für Zeitschriften und war zeitweise Mitarbeiter des DVP-Reichstagsabgeordneten, Reichskanzlers und Außenministers Gustav Stresemann, mit dem er persönlich befreundet war.
Er schrieb für das linksliberale Tage-Buch und die Wiener Kultur-Wochenschrift Die Bühne. Leimdörfer übernahm 1922 die Hauptschriftleitung der Fachzeitschrift Der Hausbrand – Zentralorgan für sparsame Wärmewirtschaft in Stadt und Land. Die Zeitschrift ging jedoch im zweiten Jahr ein. 1924 gründete Leimdörfer gemeinsam mit dem späteren Berliner Commerzbank-Direktor Max Grunow und 20.000 Reichsmark Kapital die Firma Deutscher Fachzeitschriftenverlag GmbH in Berlin mit dem Geschäftsführer Martin Wormer in Frankfurt am Main.
Im April 1928 wurde Leimdörfer im Nebenberuf als Nachfolger von Alois Winbauer verantwortlicher Redakteur der liberalen politischen Zeitschrift Deutsche Einheit (zuvor Das demokratische Deutschland), die der Deutschen Demokratischen Partei nahestand. Die Zeitschrift wurde jedoch im Herbst 1928 eingestellt.
1931 bis 1933 arbeitete Leimdörfer wieder als Redakteur im Mosse-Verlag bei der Berliner Boulevard-Tageszeitung 8-Uhr-Abendblatt – Nationalzeitung. Der Mosse-Verlag ging im Herbst 1932 in die Insolvenz. Die Redaktion wurde umgebildet. Vor der Reichstagswahl vom 5. März 1933 wurde die liberale Zeitung von den Nationalsozialisten zeitweise verboten. Ab 21. März 1933 überwachte ein Offizier der SA den Zeitungsbetrieb. Für den jüdischen Politikjournalisten Leimdörfer war nun kein Platz mehr. Das nationalsozialistische Schriftleitergesetz machte es ihm ab Januar 1934 unmöglich, seinen Beruf auszuüben.

## Werke
- Ferdinand Wittenbauer: ein Neu-Romantiker aus Österreich. Carl Konegen, Wien 1904